# Aphrophorinae
Sous-famille
Les Aphrophorinae sont une sous-famille d'insectes hémiptères de la famille des Aphrophoridae. La principale tribu presque synonyme est Aphrophorini.

## Classification
La sous-famille des Aphrophorinae et la tribu des Aphrophorini ont été décrites en 1843 par Charles Jean-Baptiste Amyot et Jean Guillaume Audinet-Serville,,.

## Liste des tribus
Selon la Paleobiology Database et BioLib en 2023, la sous-famille des Aphrophorinae contient les quatre tribus des :
- Aphrophorini Amyot & Audinet-Serville, 1843
- Lepyroniini Lallemand & Synave, 1952
- Philaenini Metcalf, 1955
- Philagrini Schmidt, 1920
- Ptyelini Fowler, 1897

## Liste des genres
Selon la Paleobiology Database et BioLib en 2023, la liste des genres est :
- tribu Aphrophorini Amyot & Audinet-Serville, 1843 ou ? Lallemand, 1924 ?
  - Aphrophora Germar, 1821
  - Sinophora Melichar, 1902
- tribu Lepyroniini Lallemand & Synave, 1952
  - Lepyronia Amyot & Audinet-Serville, 1843
  - Philaronia Ball, 1898
- tribu Philaenini Metcalf, 1955
  - Neophilaenus Haupt, 1935
  - Paraphilaenus Vilbaste, 1962
  - Philaenarcys Hamilton, 1979
  - Philaenus Stål, 1864
- tribu Philagrini Schmidt, 1920
  - Philagra Stal, 1863
- tribu Ptyelini Fowler, 1897
  - Cephisus Stål, 1866
  - Ptyelus Lepeletier de Saint-Fargeau & Audinet-Serville 1828

### Publication originale
- [1843] Charles Jean-Baptiste Amyot et Jean Guillaume Audinet-Serville, Histoire Naturelle des Insectes. Hémiptères, 1843, 1-676 p.